# Aeródromo Fachinal
El Aeródromo Fachinal (OACI: SCFC)es un terminal aéreo junto a la localidad de Fachinal, comuna de Chile Chico, Provincia General Carrera, Región de Aysén, Chile. Este aeródromo es de carácter público.